# Habib Guèye
Pour les articles homonymes, voir Guèye.
Habib Guèye est un judoka sénégalais. 

## Carrière
Habib Guèye remporte une médaille d'or dans la catégorie des poids lourds et la médaille d'or par équipes aux Championnats d'Afrique de judo 1967 à Abidjan ainsi qu'aux Championnats d'Afrique de judo 1968 à Tunis. Aux Jeux africains de 1973 à Lagos, il est médaillé d'or toutes catégories.